# 塔茲韋爾 (喬治亞州)
塔茲韋爾（英語：Tazewell）是位於美國喬治亞州馬里昂縣的一個非建制地區。該地的面積和人口皆未知。

## 地理
塔茲韋爾的座標為32°22′50″N 84°26′27″W / 32.38056°N 84.44083°W，而該地的平均海拔高度為146米（即479英尺）。